# Мухино (Новосибирская область)
Мухино — деревня в Чистоозёрном районе Новосибирской области. Входит в состав Павловского сельсовета.

## География
Площадь деревни — 50 гектаров.

## Население
| 2002 | 2007 | 2010 |
| ---- | ---- | ---- |
| 101  | ↘85  | ↘72  |

## Инфраструктура
В деревне по данным на 2007 год функционируют 1 учреждение здравоохранения и 1 учреждение образования.